# (8483) Kinwalaniihsia
(8483) Kinwalaniihsia es un asteroide perteneciente al cinturón de asteroides, región del sistema solar que se encuentra entre las órbitas de Marte y Júpiter, descubierto el 16 de septiembre de 1988 por Schelte John Bus desde el Observatorio Interamericano del Cerro Tololo, La Serena, Chile.

## Designación y nombre
Designado provisionalmente como 1988 SY1. Fue nombrado por Daryl Baldwin (nacido en 1962), cuyo nombre tradicional Kinwalaniihsia significa halcón en la lengua myaamia, es director del Proyecto Myaamia en la Universidad Miami en Ohio. Sus esfuerzos por revitalizar la lengua y la cultura en la Tribu Miami de Oklahoma incluyen la introducción de la ciencia planetaria y de la Tierra a las comunidades nativas.

## Características orbitales
Kinwalaniihsia está situado a una distancia media del Sol de 2,390 ua, pudiendo alejarse hasta 2,584 ua y acercarse hasta 2,195 ua. Su excentricidad es 0,081 y la inclinación orbital 7,419 grados. Emplea 1349,18 días en completar una órbita alrededor del Sol.

## Características físicas
La magnitud absoluta de Kinwalaniihsia es 14,27. Tiene 3,761 km de diámetro y su albedo se estima en 0,314.